# 원자 궤도

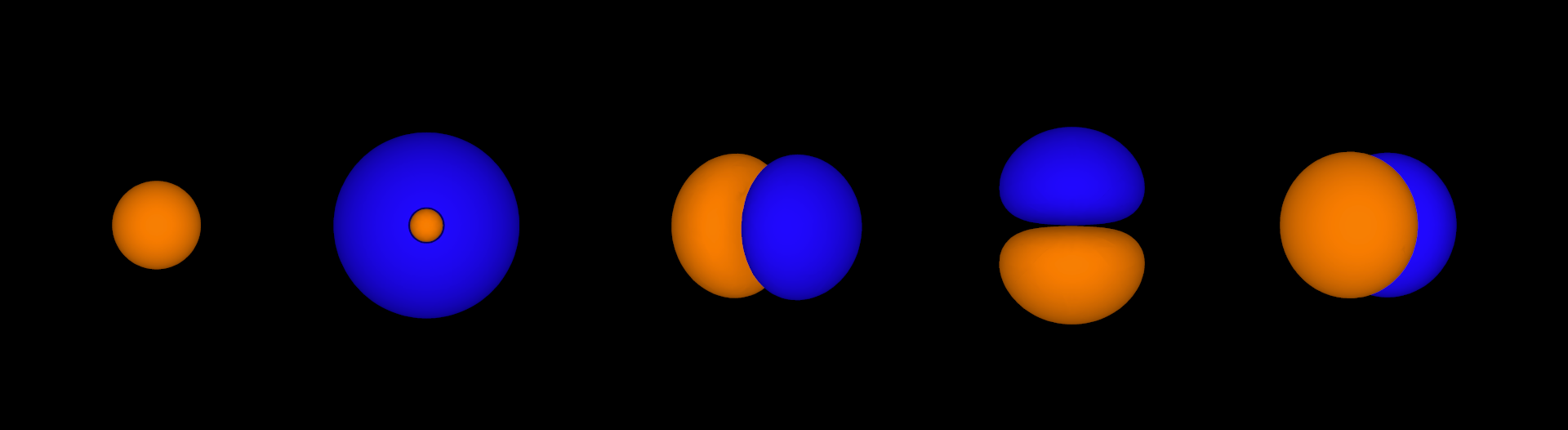
처음 5 개의 원자 궤도의 모양은 1s, 2s, 2px, 2py, 2pz이다. 두 가지 색상은 각 영역에서 파동 함수의 위상 또는 부호를 나타낸다. 이것은 하나의 전자의 좌표에 의존하는 ψ (x, y, z) 함수의 그래프이다. 확률 밀도를보다 직접적으로 나타내는 ψ (x, y, z) 2 함수의 길쭉한 모양을 보려면 아래의 d- 오비탈 그래프를 참조

물질은 원자로 이루어져 있으며, 원자는 원자핵과 전자로 이루어져 있다. 그 전자가 있는 전자껍질을 원자 궤도 또는 원자 오비탈이라고 한다. 원자 궤도란 양자역학에서 원자내의 하나의 전자나 전자쌍의 파동 같은 운동을 묘사하는 수학적 함수이다. 이 함수는 원자핵 주변의 특정한 영역에서 원자의 모든 전자들을 찾을 확률을 계산하는데 사용될 수 있다. 원자 궤도 라는 용어는 특정 수학적 형태의 궤도에 의해 정의 된 것처럼 전자가 존재할 수 있는 물리적 영역 또는 공간을 나타낼 수도 있다.
원자의 각 궤도는 전자의 에너지, 각운동량 및 각운동량 벡터 성분 (자기 양자수)에 각각 해당하는 3 개의 양자 수 n, L 및 m의 고유 한 값 집합으로 특징 지어진다. 각각의 오비탈은 최대 2 개의 전자에 의해 점유될 수 있으며, 각 전자는 자체 스핀 양자수를 갖는다. 단순 궤도 s 궤도, p 궤도, d 궤도 및 f 궤도는 각 운동량 양자수가 L = 0, 1, 2 및 3 인 궤도를 나타낸다. n과 함께 쓰이는 이러한 이름들은 원자의 전자 배치를 서술하기 위해 사용된다. 그러한 전자배치는 초기 분광 학자들에 의해 행해진 알칼리 금속 분광선에 대한 일련의 묘사(sharp, principal, diffuse, fundamental)에서 얻어졌다. l>3인 오비탈들은 j를 생략한 알파벳 순서(g, h, i, k, ...l대로 이어지는데, 일부 언어들이 i와 j를 구분하지 않기 때문이다.
원자 궤도는 원자 궤도 모델 (전자 구름 또는 파동 역학 모델로도 알려짐)의 기본 빌딩 블록으로, 물질에서 전자의 초 미세 동작을 시각화하기위한 현대 프레임 워크이다. 이 모델에서 다중 전자 원자의 전자구름은 보다 단순한 수소와 같은 원자 궤도의 산물인 전자 구성에서 (근사치로) 구축된 것으로 간주될 수 있다. 주기율표의 구간내의 2, 6, 10, 14족 원소 들의 반복되는 주기성은 각각 s, p, d, f 오비탈들을 완전히 차지하는 전자 수의 합에 의해 자연히 발생한다.
하지만 더 높은 준위의 n값이라도 특별히 원자가 양전하를 띠는 경우에 특정 하위 껍질의 에너지가 매우 비슷해지며, 전자가 채워지는 순서에 예외가 발생할 수 있다.

## 전자의 성질
양자 역학 및 실험 결과 (예 : 전자의 두 슬릿 회절)로 인해 핵 주위의 궤도를 점유하는 전자가 입자 모형으로 완전히 설명될 수는 없으며 파동-입자 이중성에 의해 설명되어야한다는 것이 발견되었다. 이러한 의미에서 전자는 다음과 같은 성질을 갖는다.
파동으로서 전자 :
1. 전자는 태양을 도는 행성의 방식으로 핵을 궤도에 진입시키지 않고 대신 정상파로 존재한다. 따라서 전자가 취할 수 있는 가장 낮은 에너지는 끈에서의 파동의 기본 주파수와 비슷하며 높은 에너지 상태는 기본 주파수의 고조파와 유사하다.
2. 단일 지점에서 전자와 상호 작용할 확률은 전자의 파동 함수에서 알 수 있지만 전자는 단일 지점 위치에 절대 존재하지 않는다.

입자로서 전자 :
1. 핵 주변을 도는 정수개의 전자가 항상 존재한다.
2. 전자는 입자와 같은 방식으로 궤도사이를 넘는다. 예를 들어, 하나의 광양자가 전자를 타격하면 하나의 전자만이 광자에 반응하여 상태가 변한다.
3. 전자는 입자와 같은 성질을 유지한다 : 각 파동 상태는 전자 입자와 동일한 전하를 가진다. 각 웨이브 상태에는 단일 분리 스핀이 있다 (spin up 또는 spin down). 이는 중첩에 따라 달라질 수 있다.

따라서, 태양 주위를 돌고있는 행성에 대한 보편적인 유추에도 불구하고, 전자는 단순히 고체 입자로 기술 될 수 없다. 또한, 원자 궤도는 일반 원자에서 행성의 타원형 경로와 유사하지 않다. 보다 정확한 비유는 상대적으로 작은 행성 (원자 핵) 주위에 분포 된 크고 종종 이상한 모양의 "대기"(전자)의 비유가 될 수 있다. 원자 궤도는 단 하나의 전자가 원자에 존재할 때만이 "대기"의 모양을 정확히 묘사한다. 더 많은 전자가 하나의 원자에 존재하면 추가적인 전자는 핵 주위의 공간을보다 균일하게 채워서 결과적으로 집합 (때로는 원자의 "전자 구름"이라고도 함)이 일반적으로 구형의 확률 영역으로 향하게 된다. 여기서 원자의 전자가 발견 될 것이다. 이것은 불확정성 원리 때문에 나타나는 현상이다.

## 공식적인 양자역학적 정의
원자 궤도는 공식적인 양자역학적 언어로 정확하게 정의 될 수 있다. 구체적으로는, 양자 역학에서, 원자의 상태, 즉 원자 해밀턴의 고유 상태는 일대일 대칭 함수의 반 대칭 된 생성물 (슬레이터 결정자)의 선형 조합으로의 확장 (구성 상호 작용 확장 및 기초 집합 참조)에 의해 근사화된다. 이러한 단일 전자 함수의 공간적인 요소를 원자 궤도라고 부른다. (그들의 스핀 성분을 고려할 때, 원자 회전 궤도에 대해서 이야기한다.) 임의의 상태는 실제로 모든 전자의 좌표의 함수이므로, 그것들의 움직임은 상관 관계가 있지만, 이것은 종종 단일 전자파 함수의 독립 입자 모델에 의해 근사된다. (예를 들어 런던의 분산력은 전자의 움직임의 상관 관계에 달려있다.)
원자 물리학에서 원자 스펙트럼 선은 원자의 양자 상태 사이의 전이 (양자 도약)에 해당한다. 이 상태는 용어 기호로 요약 된 양자 수 세트로 표시되며 일반적으로 특정 전자 배열, 즉 원자 궤도의 점유 상태에 연관된다. (예 : 네온 용어 기호 1S0의 바닥 상태는 1s2 2s2 2p6이다.)
이 표기법은 해당 Slater 결정 요인이 구성 상호 작용 확장에서 더 높은 가중치를 가짐을 의미한다. 따라서 원자 궤도 개념은 주어진 천이와 관련된 여기 프로세스를 시각화하기위한 핵심 개념이다. 예를 들어 주어진 전이에 대해 점유된 궤도에서 주어진 비어있는 궤도로의 전자 들뜬 상태(Excitation)에 해당한다고 말할 수 있다. 그럼에도 불구하고, 전자는 파울리 배타 원리를 따르는 페르미온이고 원자 내의 다른 전자와 구별 될 수 없다는 것을 명심해야한다. 더욱이, 때로는 구성 상호 작용 확장이 매우 느리게 수렴하고, 단순한 하나의 결정자 파 함수에 대해 말할 수 없는 경우가 있다. 이것은 전자 연관성이 큰 경우이다.
근본적으로, 원자 궤도는 전자 하나의 전자에 존재하지 않는 전자기파이지만, 전자 하나의 전자는 근사이다. 궤도에 대해 생각할 때, 우리는 종종 궤도 상상을 한다. (설명이나 묘사가 없는 경우라 할지라도) 이 상상은 분자 궤도 이론의 복잡성을 줄이는 한가지 방법인 Hartree-Fock 근사법의 영향을 크게 받는다.

## 역사
"궤도 (orbital)"라는 용어는 1932년 로버트 멀리 켄 (Robert Mulliken)에 의해 단전자 궤도 파동 함수의 약어로 사용되었다. 그러나 전자가 명확한 각운동량을 가진채 핵 주위를 돌고 있다는 생각은 적어도 19년 전에 닐스 보어 (Niels Bohr)에 의해 설득력있게 주장되었다. 그리고 일본 물리학자 한타로 나가오카는 1904년 전자 행동에 대한 궤도 기반 가설을 발표했다. 전자의 "궤도"의 거동을 설명하는 것은 양자 역학의 발전의 원동력 중 하나이다.

### 현대 이전의 원자모형

#### 초기 모델
J.J. 1897년 톰슨이 전자를 발견한 것은 원자들이 자연을 구성하는 최소 단위의 입자가 아니라 오히려 복합적인 입자라는 것을 시사했다. 원자 내부에서 새롭게 발견된 구조는 원자의 구성부분이 서로 어떻게 상호 작용 하는지를 상상할 수 있는 많은 사람들을 유혹했다. 톰슨은 양의 전하를 띠는 젤리같은 곳에 전자가 박혀있다고 이론화했다. 이를 '건포도 푸딩 모형'이라고 한다. 이 때 원자에 박혀있는 전자는 고정되어 있지 않고 움직일 수 있다. 그리고 전자의 발견과 1909년 사이에 이 '건포도 푸딩 모형'은 원자 구조에 대해 가장 널리 받아들여지는 설명이었다.
1909년, 러더포드는 원자 질량의 대부분이 원자핵으로 매우 치우쳐 있음을 발견했으며, 이는 또한 양전하를 띤 것으로 밝혀졌다. 따라서 건포도 푸딩 모형은 원자 구조를 설명 할 수 없다는 것이 1911년의 그의 분석에서 분명해졌고 러더퍼드 대학의 박사 과정 학생인 보어는 1913년에 원자의 새로운 모델을 제안했다. 전자는 고전적인 주기로 핵을 돌았고 각운동량의 이산 값을 단위 h / 2π로 양자화 할 수 있었다. 이 제약 조건은 특정 값의 전자 에너지 만 자동으로 허용했다. 원자의 보어 (Bohr) 모델은 기저 상태 (아래에 상태가 없다고 선언함으로써)에서 방사능으로 인한 에너지 손실 문제를 해결했으며, 더 중요한 것은 스펙트럼 선의 원리를 설명했다는 것이다.

톰슨의 발견 직후, 한타로 나가오카는 전자 구조에 대한 다른 모델을 제시했다. 건포도 푸딩 모델과는 달리 나가오카의 "토성고리 모형"의 양전하는 토성의 고리를 연상케하는 원형 궤도로 전자를 끌어 당기는 중심핵에 집중되었다. 당시 나가오카의 모형에 주목한 사람은 거의 없었으며 나가오카 자신도 개념상 근본적인 결함을 인지했다. 즉 고전적으로 이 모델에서 전하가 가속하기 때문에 전자기파의 형태로 에너지를 방출하며 때문에 에너지를 잃게된다. 그럼에도 불구하고 토성고리 모델은 동시대의 어떤 이론보다 현대 이론과 공통점이 많았다.

알파선은 헬륨의 원자핵으로 구성, 베타선은 전자로 구성. 감마선은 고에너지 광자로 구성.

톰슨과 러더퍼드 이후 본격적으로 전자와 원자핵에 대한 개념이 도입되었다. 러더퍼드는 태양 주변을 공전하는 태양계 행성과 같이 전자가 원자 주변을 원형 궤도로 공전한다고 하였다. 그러나 그의 원자 모형은 원자가 매우 불안정하여 빠르게 붕괴하며 물질들이 존재할 수 없게 된다는 것과 수소 원자의 선 스펙트럼을 설명할 수 없다는 한계점을 지니고 있었다. 이를 1913년, 덴마크의 물리학자 보어가는 수소의 선스펙트럼 실험을 통해 수소 원자내의 전자는 특정한 파장의 에너지만을 방출, 흡수한다는 사실을 알아내었고 양자모형을 주장하였다. 보어는 전자가 허용된 궤도만을 돈다고 가정하였고 고전물리학 이론을 이용하여 전자의 궤도를 계산하였다.
1900년대 초반까지만 해도 가장 타당한 원자모형은 보어의 원자모형이었다. 보어의 원자모형은 수소의 방출 스펙트럼으로부터 얻은 에너지 수치들을 잘 설명해주었다. 그러나 수소 이외의 원자들은 보어모형으로 얻어낸 수치들과 전혀 들어맞지 않았다. 또 고전물리학에 따르면 가속도 운동을 하는 전자는 에너지를 방출하며 핵으로 접근해야한다. 결국에는 전자와 핵이 충돌할 것이므로 안정한 원자는 존재하지 않게 되는 것이다. 그러나 보어는 이를 설명하지 못하였다, 이러한 이유로 전자가 원형궤도를 따라 핵 주위를 돈다는 보어의 가설은 틀렸음이 명백해졌다.

##### 보어의 원자모형
1909년에 러더퍼드는 원자 질량의 대부분이 원자핵에 단단히 밀집되어 있음을 발견했으며, 이는 또한 양전하를 띤 것으로 밝혀졌다. 건포도 푸딩 모델은 원자 구조를 설명 할 수 없다는 것이 1911년의 그의 분석에서 분명해졌다. 러더퍼드 대학의 박사 과정 학생이었던 닐스보어는 1913년에 원자의 새로운 모델을 제안했는데 전자는 고전적인 주기로 핵의 궤도를 돌지만 각운동량의 값을 h / 2π로 양자화 할 수 있었다. 이 제약 조건은 전자가 특정한 값의 에너지만을 가질 수 있도록 허용했다. 원자의 보어 (Bohr) 모델은 기저 상태에서 (아래에 상태가 없다고 선언함으로써)방사선으로 인한 에너지 손실 문제를 해결했으며, 더 중요한 것은 스펙트럼 선의 기원을 설명했다.
Rutherford-Bohr 수소 원자 모델.
보어가 아인슈타인의 광전효과-원자의 에너지 준위를 방출 된 빛의 파장과 관련시킴- 에 대한 설명을 사용하면서 원자의 전자 구조와 원자의 방출 및 흡수 스펙트럼 사이의 연결이 전자의 이해에 점점 더 유용한 도구가 되었다. 19세기 중반 이후 실험적으로 알려진 방출 및 흡수 스펙트럼 가장 두드러진 특징은 이러한 원자 스펙트럼에 개별 선이 포함되어 있다는 것이다. 보어 (Bohr) 모델의 중요성은 방출 및 흡수 스펙트럼의 선들이 전자가 원자 주위를 돌 수 있는 궤도 사이의 에너지 차이와 관련이 있다는 것이다. 그러나 전자가 파동처럼 행동 할 수 있다는 아이디어는 11년 후까지 제안되지 않았기 때문에 이것은 전자에 일종의 물결 모양의 특성을 부여함으로써 Bohr가 달성하지 못했다. 그럼에도 불구하고 보어 모델의 양자 각 운동량 및 양자화 에너지 준위의 사용은 원자의 전자를 이해하는 데 중요한 단계였으며 양자화 된 전자 움직임의 제한이 모든 불연속 에너지 준위와 원자의 스펙트럼을 설명해야한다고 제안한 것은 양자 역학의 발전에 대한 중요한 단계이다.
드 브로이가 1924년에 전자 물질파의 존재를 제안하고 1926년 Schrödinger 방정식에서 수소와 같은 원자를 처리하기 전에 짧은 시간 동안 보어 전자의 "파장"이 운동량의 함수로 볼 수 있었다. 따라서 보어 (Bohr) 궤도를 선회하는 전자는 반 파장의 배수로 원을 그리며 궤도를 그리는 것으로 나타났다 (이 물리적으로 잘못된 보어 모델은 여전히 학생들에게 종종 가르쳐진다). 짧은 시간 동안 Bohr 모델은 '파장'인수에 의해 제공되는 추가 제한 조건을 가진 고전적인 모델로 볼 수 있다. 그러나 이 시기는 1926년의 완전한 3차원 파동 메커니즘으로 즉시 대체되었다. 현대 물리학에서 보어 모델은 보어 모델이 제안 된 지 12년이 지난 시점에서 나타난 전자 파장 때문이 아니라 각운동량의 양자화에 의의를 두어 반 고전적 모델이라고 부른다.
Bohr 모델은 수소의 방출 및 흡수 스펙트럼을 설명 할 수 있었다. 보어 모델의 n = 1, 2, 3 등 상태에서 전자의 에너지는 현재의 물리학과 일치한다. 그러나 헬륨 (2 개의 전자), 네온 (10 개의 전자) 및 아르곤 (18 개의 전자)이 화학적 성질을 가지는 것처럼 주기율표에 표시된 것처럼 서로 다른 원자 간의 유사성을 설명하지는 못했다. 현대의 양자 역학은 파울리 배타 원리에 의해 결정된 다수의 전자를 보유할 수 있는 전자 껍질과 서브 셸의 측면에서 이를 설명한다. 따라서 n = 1 상태는 하나 또는 두 개의 전자를 보유할 수 있지만 n = 2 상태는 2s 및 2p 하위 껍질에서 최대 8 개의 전자를 보유할 수 있다. 헬륨에서는 모든 n = 1 상태가 완전히 채워진다. 네온에서는 n = 1 및 n = 2와 동일하다. 아르곤에서 3s와 3p 서브 셸은 비슷하게 8 개의 전자에 의해 완전히 점유된다. 양자 역학은 3d 서브 셸을 허용하지만 이것은 아르곤의 3s 및 3p보다 더 높은 에너지 (수소 원자에서의 상황과는 반대로)보다 높으며 비어있다.

## 현대의 원자모형: 양자모형 ( 양자역학적 모형, 파동역학적 모형, 오비탈)
1920년에 들어서면서 보어의 원자모형은 타당성을 잃고 원자모형에 대한 전혀 새로운 접근방법이 시도되었다. 드브로이, 슈뢰딩거, 하이젠베르크 등의 과학자들은 원자모형을 이해 하는 데에 파동역학의 개념을 도입하였다.(더 흔하게는 양자역학이라고 알려져 있음).
드브로이는 전자가 입자라는 아인슈타인의 주장에 반기를 들고 전자가 파동과 입자의 성질을 모두 지녔다는 물질파이론을 개념화하였다. 오스트리아의 물리학자인 슈뢰딩거는 전자가 파동의 성질을 지녔다는 개념을 바탕으로 원자구조를 풀어내려하였다. 슈뢰딩거와 드브로이는 전자가 핵을 중심으로 정상파와 유사하게 행동한 것으로 보고, 원자를 파동 역학적으로 기술하였다.
수소의 전자가 정류파라고 가정하고 실험한 결과, 수소원자는 파장의 정수배에 해당하는 에너지만을 가지고 있었으며 이는 수소원자가 양자화되었음을 보여준다. 슈뢰딩거는 이를 바탕으로 전자가 정류파처럼 행동한다고 확신하였고 양자화 된 수소원자를 설명하는 모형을 고안해냈다.
1920년에는 이미 정류파에 대한 물리적 원리들이 잘 알려진 상태였다. 슈뢰딩거는 초기에는 자신의 이론이 타당한지 확신을 가지지 못하였지만 수소를 포함한 다른 원자들의 실험 결과가 자신이 주장한 원자모양을 가지고 수학적으로 계산이 가능하였음을 입증하였다. 그가 원자모형을 계산한 방정식을 ‘슈뢰딩거 방정식’이라고 부르며, 그 형태는 다음과 같다.
- Ĥψ=Eψ

여기서 ψ는 파동함수, 즉 삼차원공간 x,y,z축 에 대한 전자의 위치를 좌표로 나타낸 함수를 의미한다. Ĥ는 연산자인데 이는 수학적인 지시 사항으로 연산자의 수식항들을 파동함수에 대입하면 원자의 전체 에너지를 구할 수 있다. 그리고 E는 원자의 전체에너지(전자와 양성자의 인력에 의한 위치에너지 + 전자의 운동에너지)로 이 방정식을 풀면 여러 개의 해를 얻게 된다. 여기서의 파동함수 ψ를 궤도함수(오비탈)이라고 부른다.
파동함수(오비탈)에도 보어의 원자모형에서와 같이 궤도함수가 존재한다. 그러나 파동함수의 궤도함수는 보어의 궤도와는 전혀 다르다. 파동함수는 전자의 위치, 운동 등의 상세한 경로를 알려주지 않는다. 따라서 궤도함수에 있는 전자의 운동은 예측이 불가능하다.
양자역학 발전의 주역 중 한명인 하이젠베르크가 발견한 원리는 양자역학의 본질을 이해하는 데에 큰 도움을 준다. 그는 수학적인 분석을 통해 불확정성의 원리를 기술하였다. 불확정성의 원리에 의하면 특정한 순간에 어떤 입자의 위치와 운동량을 동시에 측정하는 것은 불가능하다. 즉, 어느 한 순간에 입자의 위치와 운동량(속도)를 정확하게 측정하는 것이 불가능하므로 전자의 정확한 경로를 예측 할 수 없다는 파동함수의 원리와 동일하다.
하이젠베르크의 불확정성의 원리를 수학적으로 기술하면 다음과 같다.
△x△(mv)≥(h/4π)

여기서△x는 입자의 위치에 대한 불확정성, 위치 편차를 의미하고 △(mv)는 입자의 운동량에 대한 불확정성, 운동량 편차를 의미한다. 그리고 h/4π는 위치편차와 운동량편차의 곱의 최솟값이다.
이 식에 의하면 우리가 위치를 정확하게 알수록 그 운동량은 부정확해지고, 반대로 우리가 운동량을 정확하게 알수록 그 위치가 부정확해진다는 것을 알 수 있다. 전자의 경우, 불확정성의 원리에 의거하면 핵 주위를 움직이는 전자의 움직임을 정확하게 예측할 수 없다. 따라서 전자가 정해진 궤도를 따라 핵 주위를 돈다는 보어의 가설은 틀린 것이다.

## 궤도 이름
궤도는 다음과 같은 형식으로 이름이 부여된다.
{\displaystyle Xtype^{y}}
여기서 X는 주요 양자 수 n에 해당하는 에너지 준위 이고 , type 은 궤도의 모양 또는 부양자수 을 나타내는 소문자이며 각운동량 양자 수  L 에 해당하며 y는 해당 궤도에 있는 전자 수이다.
예를 들어, 1s²는 낮은 에너지 레벨을 두 전자를 가지고있다 ( N = 1 )과 L = 0의 각양자수를 갖는다. X선 표기법에서 , 주요 양자 수는 그와 관련되어 주어진다. 들면 N = 1, 2, 3, 4, 5, ... , 그리고 각 숫자별로 (고전적인 표기법으로 궤도를 의미하는) K, L, M, N, O, ...가 각각있다.

## 수소와 같은 궤도
가장 간단한 원자 궤도는 수소 원자와 같은 단일 전자를 가진 시스템에 대해 계산 된 것이다. 단일 전자로 이온화 된 다른 원소의 원자는 수소와 매우 유사하며, 궤도는 동일한 형태를 취한다. 하나의 전자와 하나의 양성자로 이루어진 이 시스템에 대한 Schrödinger 방정식에서, 원자 궤도는 에너지에 대한 해밀 토니안 연산자의 고유 상태이다. 이들은 분석적으로 얻을 수 있다. 즉, 결과로 얻은 궤도 함수는 다항식 시리즈, 지수, 삼각 함수의 결과이다. (수소 원자참조 ).
두 개 이상의 전자를 가진 원자의 경우, 지배 방정식은 반복 근사법을 사용하여 해결할 수 있다. 다중 전자 원자의 궤도는 질적으로 수소와 유사하며, 가장 단순한 모델에서는 동일한 형태를 취한다. 보다 정확하고 정밀한 분석을 위해서는 수치 근사법을 사용해야 한다.
주어진 (수소와 같은) 원자 궤도는 고유한 3개의 양자 수 (n, L, mL)로 식별된다. 양자 수의 값과 그 에너지 (아래 참조)를 제한하는 규칙은 원자와 주기율표의 전자 구성을 설명한다.
수소와 같은 원자의 정지 상태 (양자 상태)는 원자 궤도이다. 그러나, 일반적으로 전자의 거동은 단일 궤도로 완전히 기술되지 않는다. 전자 상태는 다중 궤도의 시간에 따른 "혼합"(선형 조합)으로 가장 잘 표현된다. 원자 궤도 분자 궤도법의 선형 조합을 참조
양자 번호 n은 각 원형 전자 궤도의 반경을 결정하는 Bohr 모델에서 처음 나타났다. 그러나 현대의 양자 역학에서 n은 핵으로부터 전자의 평균 거리를 결정한다. 동일한 n 값을 갖는 모든 전자는 동일한 평균 거리에 있게 된다. 이런 이유 때문에, n값이 같은 궤도는 "껍질"을 구성한다고 말한다. 같은 값의 n과 같은 값을 가진 궤도는 훨씬 더 밀접하게 관련되어 있으며 "서브 셸 (subshell)"을 구성한다고 한다.

## 양자 수
핵 주변의 전자의 양자 역학적 특성 때문에 원자 궤도는 양자 수라고 알려진 정수로 고유하게 정의 될 수 있다. 이 양자 수는 특정 값의 조합에서만 발생하며 원자 궤도의 실제 또는 복합 버전이 사용되는지 여부에 따라 실제 해석이 변경된다.
물리학에서 가장 일반적인 궤도 기술은 방사형 함수와 순수 구형 고조파 사이에서 궤도 함수가 주어지는 수소 원자에 대한 해를 기반으로 한다. 양자 수는 가능한 값을 관리하는 규칙과 함께 다음과 같다.
주요 양자 수 {\displaystyle n}은 전자의 에너지를 나타내며 항상 양의 정수이다. 사실, 이것은 어떤 양의 정수든지 될 수 있지만, 아래에서 논의되는 이유 때문에 많은 수가 거의 발생하지 않는다. 각 원자는 일반적으로 {\displaystyle n}의 각 값과 관련된 많은 궤도를 가지고 있다. 이 궤도는 때때로 전자 껍질이라고도 한다.
부양자수 {\displaystyle \ell }은 각 전자의 궤도 각운동량을 나타내며 음이 아닌 정수이다. {\displaystyle n}이 정수 {\displaystyle n_{0}}인 껍질 내에서 {\displaystyle \ell }은 {\displaystyle 0\leq \ell \leq \!n_{0}-1}의 관계를 만족하는 모든 (정수) 1. 예를 들어 {\displaystyle n=1}껍질은 오직 {\displaystyle \ell =0}인 궤도를 가지고 있고 {\displaystyle n=2}껍질은 {\displaystyle \ell =0}과 {\displaystyle \ell =1}인 궤도를 가진다. {\displaystyle \ell }의 특정 값과 관련된 궤도 집합은 때로는 집합적으로 하위 껍질이라고도 한다.
자기 양자수 '{\displaystyle m_{\ell }}'은 임의의 방향으로 전자의 자기 모멘트를 나타내며 항상 정수이다. {\displaystyle \ell }가 정수형인 {\displaystyle \ell _{0}} 서브 껍질 내에서 {\displaystyle m_{\ell }}의 범위는 다음과 같다. {\displaystyle -\ell _{0}\leq m_{0}\leq \ell _{0}}
위의 결과는 다음 표에 요약되어 있다. 각 셀은 서브 셸을 나타내며 그 서브 셸에서 사용할 수 있는 {\displaystyle m_{\ell }}의 값을 나열한다. 빈 셀은 존재하지 않는 서브 셸을 나타낸다.
|       | L = 0                       | L = 1    | L = 2           | L = 3                  | L = 4                         | … |
| ----- | --------------------------- | -------- | --------------- | ---------------------- | ----------------------------- | - |
| n = 1 | {\displaystyle m_{\ell }=0} |          |                 |                        |                               |   |
| n = 2 | 0                           | −1, 0, 1 |                 |                        |                               |   |
| n = 3 | 0                           | −1, 0, 1 | −2, −1, 0, 1, 2 |                        |                               |   |
| n = 4 | 0                           | −1, 0, 1 | −2, −1, 0, 1, 2 | −3, −2, −1, 0, 1, 2, 3 |                               |   |
| n = 5 | 0                           | −1, 0, 1 | −2, −1, 0, 1, 2 | −3, −2, −1, 0, 1, 2, 3 | −4, −3, −2, −1, 0, 1, 2, 3, 4 |   |
| …     | …                           | …        | …               | …                      | …                             | … |

서브 셸은 일반적으로 {\displaystyle n}값과 {\displaystyle \ell }값으로 식별된다. {\displaystyle n}은 숫자로 표시되지만 {\displaystyle \ell }은 다음과 같이 문자로 표시된다. 0은 's', 1은 'p', 2는 'd' 3은 'f', 4는 'g'이다. 예를 들어, {\displaystyle n=2}이고 {\displaystyle \ell =0}인 서브 셸은 '2s 서브 셸'이라고 말할 수 있다.
각 전자는 또한 스핀 양자 수 s를 가지며, 이는 각 전자의 스핀을 설명한다 (스핀 업 또는 스핀 다운). 숫자 s는 +⁠1/2⁠ 또는 −⁠1/2⁠이다.
파울리 배타 원리는 원자의 두 전자가 네 개의 양자 수 모두 동일한 값을 가질 수 없다. 3 개의 양자 수 (n, l, m)에 주어진 값을 가진 궤도에 두 개의 전자가 있는 경우, 이 두 전자의 스핀은 서로 달라야한다.
위의 규칙은 선호 축 (예 : 데카르트 좌표의 z 방향)을 의미하며,이 기본 축을 따라 바람직한 방향을 의미한다. 그렇지 않으면 m = +1과 m = -1을 구별하는 데 의미가 없다. 따라서 이 모델은 이러한 대칭을 공유하는 물리적 시스템에 적용 할 때 가장 유용하다. 원자가 자기장에 노출 된 Stern–Gerlach 실험은 이러한 예를 제공한다.

### 복잡한 오비탈
결정성 고체에 포함된 원자는 여러 기본 설정된 축을 느끼지만 종종 선호하는 방향이 없다. 반경 함수와 단일 구형 고조파의 결과로 원자 궤도를 만드는 대신 구형 고조파의 선형 조합을 사용하여 구형 고조파의 허수 부분을 상쇄한다. 이러한 실제 궤도는 궤도 시각화에서 가장 일반적으로 나타나는 구성요소이다.
예를 들어, 실제 수소와 같은 궤도에서는 n과 L이 복잡한 대응관계에 있는 것처럼 동일한 해석과 중요성을 가지지만, m은 더 이상 적절한 양자 수 (절대 값은 있지만)가 아니다. 궤도 함수는 표준화 된 데카르트 기반과 관련하여 모양에 따라 새로운 이름이 부여된다. 실제 수소와 같은 p 궤도 함수는 다음과 같이 주어진다.
{\displaystyle p_{z}=p_{0}}
{\displaystyle p_{x}={\frac {1}{\sqrt {2}}}(p_{1}+p_{-1})}
{\displaystyle p_{y}={\frac {1}{i{\sqrt {2}}}}(p_{1}-p_{-1})}
여기서 p0 = Rn 1 Y1 0, p1 = Rn 1 Y1 1, and p−1 = Rn 1 Y1 −1은 L = 1에 해당하는 복소 궤도이다.
px 및 py 오비탈에 대한 방정식은 구형 고조파에 사용되는 위상 관례에 따라 다르다. 위의 방정식은 구형 고조파가 다음과 같이 정의된다고 가정한다. {\displaystyle Y_{\ell }^{m}(\theta ,\varphi )=Ne^{im\varphi }P_{\ell }^{m}(\cos {\theta })}
그러나 일부 양자 물리학자들은 px 궤도와 구형 고조파의 차이와 해당 궤도의 py 궤도를 해당 합계에 연관시키는 효과를 갖는 이 정의에 위상 계수 (-1) m을 포함시킨다. (자세한 내용은 영어 위키피디아 구면 고조파 # 관례 참조).

## 오비탈의 모양
궤도 형태를 보여주는 단순한 그림은 궤도를 차지하는 전자가 발견 될 가능성이 있는 공간에서의 각진 형태의 영역을 설명하기 위한 것이다. 이 다이어그램은 전자가 발견 될 수있는 전체 영역을 보여줄 수 없다. 왜냐하면 양자 역학에 따르면 공간에서 전자를  찾아 낼 확률이 0이 아니기 때문이다. 대신 다이어그램은 경계 또는 윤곽 서피스의 대략적인 표현이며 여기서 확률 밀도 | Ψ (r, θ, φ) |2는 일정한 값을 가지므로 윤곽선 내에 전자를 찾는 확실한 확률 (예 : 90 %)이 있다.  | ψ |2는 절대 값의 제곱이 음이 아닌 모든 곳이지만, 파동 함수 ψ (r, θ, φ)의 부호는 종종 궤도 그림의 각 하위 영역에 표시된다.
때로는 ψ 함수가 그래프가 아닌 그래프의 위상을 나타 내기 위해 그래프로 표시된다. 확률 밀도를 나타내지만 ψ (r, θ, φ)가 복소수이기 때문에 절대 값을 취하는 과정에서 손실 된 위상이없는 ψ (r, θ, φ) |2. | ψ (r, θ, φ) |2 궤도 그래프는 ψ (r, θ, φ) 그래프보다 덜 구형이고 얇은 로브를 갖는 경향이 있지만 동일한 위치에서 동일한 수의 로브를 가진다. 이 기사에서는 웨이브 함수 단계를 표시하기 위해 대부분 ψ (r, θ, φ) 그래프를 보여준다.
로브는 2 개의 반대 회전하는 링 공진 진행파  xy 평면에 원주를 중심으로 공진하는 "m"파장을 갖는 궤도의 투영과 함께 "m"및 "-m"모드 사이의 정재파 간섭 패턴으로 볼 수 있으며 거의 드물지만 움직이는 웨이브 솔루션은 위상 정보를 나타내는 밴드와 함께 줄무늬 토리를 회전시키는 것으로 볼 수 있다. 각 m에 대해 두 개의 정상파 솔루션인 ⟨m⟩ + ⟨-m⟩과 ⟨m⟩-⟨-m⟩이 있다. m = 0 인 경우, 궤도는 수직이고, 역 회전 정보는 알려지지 않고, 궤도는 z 축 대칭이다. L = 0 인 경우 반대 회전 모드가 없다. 반경 방향 모드 만 있고 모양은 구형 대칭이다. 임의의 n에 대해, L이 작을수록 더 많은 방사형 노드가 있다. 대략적으로 말하면 n은 에너지, L은 이심률과 유사하며, m은 방향이다. 고전적인 경우에, 예를 들어 원형 전송선에서의 링 공진 진행파는 활발하게 힘이 가해지지 않는 한 자발적으로 링 공진 정재파로 붕괴 될 것이다. 왜냐하면 반사는 가장 작은 불완전 또는 불연속에서도 시간이 지남에 따라 축적 될 것이기 때문이다.
일반적으로, n은 주어진 핵에 대한 궤도의 크기와 에너지를 결정한다. n이 증가하면 궤도의 크기가 커진다. 다른 원소를 비교할 때, 더 무거운 원소의 더 높은 핵 전하 Z는 더 가벼운 원소와 비교하여 그들의 궤도를 수축 시키므로, 더 무거운 원소의 전자 수가 많아 지더라도 전체 원자의 전체 크기는 거의 대략 일정하게 유지된다.
또한 일반적으로 L은 궤도의 형태를 결정하고, mL은 그 방향을 결정한다. 그러나 일부 궤도 함수는 복소수로 방정식으로 표현되기 때문에 때로는 mL에도 의존한다. 함께 주어진 L과 n에 대한 궤도의 전체 집합은 가능한 한 대칭적으로 공간을 채운다. 그러나 점점 더 복잡한 로브와 노드 세트가 있다.
단일 s 오비탈 ({\displaystyle \ell =0})은 구형이다. n = 1의 경우, 그것은 대략적으로 단단한 공(중심에서 가장 밀도가 높고 지수 적으로 바깥쪽으로 사라짐)이지만, n = 2 또는 그 이상에 대해, 각각의 단일 s 궤도는 둥근 껍질인 구면 대칭 표면으로 구성된다 (즉, "웨이브 구조"는 사인파 방사형 구성 요소 다음에 방사형이다. 오른쪽에 있는 이러한 중첩 된 껍질의 횡단면 그림을 참조. 모든 n개의 수에 대한 s 오비탈은 핵 중심에서 항결핵 (높은 파동 함수 밀도의 영역)이 있는 유일한 궤도 함수이다. 다른 모든 궤도 (p, d, f 등)는 각운동량을 가지므로 핵을 피할 수 있다 (핵에 웨이브 노드가 있음). 최근에는 에너지 분산형 X 선 분광법을 이용한 주사 투과 전자 현미경을 사용하여 SrTiO3 결정에서 1s 및 2p 궤도를 실험적으로 이미지화하려는 노력이 있었다. 이미징은 전자 빔을 사용하여 수행되었기 때문에 종종 충격 매개 변수 효과라고하는 쿨롱 빔 궤도 상호 작용이 최종 결과에 포함된다 (오른쪽 그림 참조).
p, d, f 오비탈의 모양은 구두로 여기에 설명되어 있으며 아래의 오비탈 표에 그래픽으로 표시되어 있다. n = 2에 대한 세 개의 p 오비탈은 핵에서 접점이 있는 두 개의 타원체의 형태를 가진다. (두 개의 잎 모양이 때로는 "덤벨"이라고도 함) - 서로 반대 방향을 가리키는 두 개의 돌출부가 있다 ). 각 셸의 3개의 p 오비탈은 mL의 값의 각각의 선형 조합에 의해 결정되는 바와 같이, 서로 직각으로 배향된다. 전체 결과는 기본 축의 각 방향을 따라 가리키는 로브이다.
n = 3에 대한 5 개의 d 오비탈 중 4 개가 유사하게 보이며, 각각 배 모양의 4 개의 돌출부와 2 개의 다른 돌출부에 직각을 이루는 각 돌출부와 4 개의 모든 중심이 한 평면에 놓인다. 이 평면 중 세 개의 평면은 xy, xz 및 yz 평면이다. 즉, 돌출부는 기본 축 쌍 사이에 있고 네 번째 평면은 x 축 및 y 축 자체를 따라 중심을 갖는다. 다섯 번째이고 마지막 d 궤도는 높은 확률 밀도의 세 영역으로 구성된다. 두 개의 배 모양 영역이 z 축에 대칭으로 배치된 원환체이다. 전체 18 개 방향 로브의 총합은 모든 주 축 방향과 모든 쌍 사이를 가리킨다.
7 개의 f 오비탈이 있으며, 각각은 d 오비탈보다 복잡한 모양을 가지고 있다.
또한 s 오비탈의 경우와 마찬가지로 n 값이 가능한 가장 낮은 값보다 높은 개별 p, d, f 및 g 궤도는 동일한 유형의 고조파를 연상시키는 추가 방사형 노드 구조를 나타낸다. 웨이브의 가장 낮은 (또는 기본) 모드. s 오비탈과 마찬가지로 이 현상은 n 다음으로 높은 가능한 값 (예 : 3p 오비탈 vs. 기본 2p)에서 p, d, f 및 g 궤도를 제공하며 각 엽의 추가 노드이다. n의 더 높은 값은 각 유형의 궤도에 대해 방사형 노드의 수를 추가로 증가시킨다.
단일 전자 원자에서 원자 궤도의 모양은 3 차원 구형 고조파와 관련이 있다. 이러한 모양은 고유하지 않으며 입방 고조파로의 변환과 같은 선형 조합이 유효하다. 사실 px, py 및 pz가 같은 모양인 것처럼 모든 디스트가 같은 모양인 세트를 생성 할 수 있다.
개별 궤도는 서로 독립적으로 가장 자주 표시되지만, 궤도는 동시에 핵 주위에 공존한다.

## 오비탈 표
이 표는 실제 수소와 같은 파동 함수에 대한 모든 궤도 구성을 보여 주며 따라서 주기율표의 모든 요소에 대한 라듐까지의 간단한 전자 구성을 다룬다. "ψ"그래프는 두 가지 색상 (임의로 빨강과 파랑)으로 표시된 - 및 + 웨이브 기능 단계로 표시된다. pz 궤도는 p0 궤도와 동일하지만 px와 py는 p+1과 p-1 궤도의 선형 조합을 취함으로써 형성된다 (m = ± 1 레이블 아래에 나열된 이유). 또한 p+1과 p-1은 순수 구형 고조파이기 때문에 p0와 동일한 모양이 아니다.
|       | s (L = 0) | p (L = 1) | p (L = 1) | p (L = 1) | d (L = 2) | d (L = 2) | d (L = 2) | d (L = 2) | d (L = 2) | f (L = 3) | f (L = 3) | f (L = 3) | f (L = 3) | f (L = 3) | f (L = 3)  | f (L = 3)  |
|       | m = 0     | m = 0     | m = ±1    | m = ±1    | m = 0     | m = ±1    | m = ±1    | m = ±2    | m = ±2    | m = 0     | m = ±1    | m = ±1    | m = ±2    | m = ±2    | m = ±3     | m = ±3     |
|       | s         | pz        | px        | py        | dz2       | dxz       | dyz       | dxy       | dx2−y2    | fz3       | fxz2      | fyz2      | fxyz      | fz(x2−y2) | fx(x2−3y2) | fy(3x2−y2) |
| ----- | --------- | --------- | --------- | --------- | --------- | --------- | --------- | --------- | --------- | --------- | --------- | --------- | --------- | --------- | ---------- | ---------- |
| n = 1 |           |           |           |           |           |           |           |           |           |           |           |           |           |           |            |            |
| n = 2 |           |           |           |           |           |           |           |           |           |           |           |           |           |           |            |            |
| n = 3 |           |           |           |           |           |           |           |           |           |           |           |           |           |           |            |            |
| n = 4 |           |           |           |           |           |           |           |           |           |           |           |           |           |           |            |            |
| n = 5 |           |           |           |           |           |           |           |           |           | . . .     | . . .     | . . .     | . . .     | . . .     | . . .      | . . .      |
| n = 6 |           |           |           |           | . . .     | . . .     | . . .     | . . .     | . . .     | . . .     | . . .     | . . .     | . . .     | . . .     | . . .      | . . .      |
| n = 7 |           | . . .     | . . .     | . . .     | . . .     | . . .     | . . .     | . . .     | . . .     | . . .     | . . .     | . . .     | . . .     | . . .     | . . .      | . . .      |

## 도형의 질적 이해
원자 궤도의 모양은 원형 드럼에 서있는 정상파의 유사한 경우를 고려하여 정성적으로 이해될 수 있다. 비유를 보기 위해, 드럼 패드의 각 비트가 드럼의 중심에서부터 그 지점까지의 거리에 비례하여 많은주기 (평균 지점의 드럼 막 속도와 운동량의 척도)에 대한 평형점으로부터의 평균 진동 이동을 고려해야한다. 이 변위가 핵으로부터 주어진 거리에서 전자를 발견 할 확률과 유사한 것으로 간주된다면, 진동 디스크의 많은 모드가 다양한 형태의 원자 궤도를 추적하는 패턴을 형성한다는 것을 알 수 있다. 이 관련성의 기본적인 이유는 물질 파에서의 운동 에너지와 운동량의 분포가 파동과 관련된 입자가 어디에 있는지를 예측한다는 사실에 있다. 즉, 주어진 위치에서 전자를 발견 할 확률은 그 위치에서 전자의 평균 운동량의 함수이기도 하다. 왜냐하면 주어진 위치에서의 높은 전자 운동량은 전자의 성질을 통해 그 위치에서 전자를 "위치화"하는 경향이 있기 때문이다. 웨이브 패킷 (메커니즘의 세부 사항은 Heisenberg 불확실성 원칙 참조).
이 관계는 특정 핵심 특징이 드럼 막 모드와 원자 궤도 모두에서 관찰 될 수 있음을 의미한다. 예를 들어, s 궤도와 유사한 모든 모드 (아래의 애니메이션 그림의 맨 윗줄)에서 드럼의 중심이 가장 강하게 진동하는 것을 볼 수 있다. 이는 원자의 모든 궤도에 있는 궤도에 해당한다. 이 반도는 전자가 그 지점에서 가장 빠르게 움직이기 때문에 전자가 핵의 물리적 위치 (산란 또는 충돌없이 곧바로 통과 함)에 있을 가능성이 가장 높음을 의미하며 최대 운동량을 제공한다.
각 운동량이 없는 s 오비탈의 전자 거동에 가장 가까운 정신 "행성 궤도"그림은 아마도 궤도 이심률이 1이지만 유한 한 장축을 가진 케플러 궤도의 것일 수 있으나 물리적으로 가능하지는 않다 (왜냐하면 입자들은 충돌 할 것이기 때문이다.), 같은 편축이지만 이심률이 증가하는 궤도의 한계로 상상할 수 있다.
아래에는 다수의 드럼 막 진동 모드와 수소 원자의 각 파동 함수가 나와 있다. 진동하는 드럼 헤드의 파동 함수가 2 좌표계 ψ (r, θ)이고 진동하는 구의 파 함수가 3 좌표 ψ (r, θ, φ)인 경우 관련성이 고려 될 수 있다.

s-type drum modes and wave functions
Drum mode {\displaystyle u_{01}}
Drum mode {\displaystyle u_{02}}
Drum mode {\displaystyle u_{03}}
Wave function of 1s orbital (real part, 2D-cut, {\displaystyle r_{max}=2a_{0}})
Wave function of 2s orbital (real part, 2D-cut, {\displaystyle r_{max}=10a_{0}})
Wave function of 3s orbital (real part, 2D-cut, {\displaystyle r_{max}=20a_{0}})

드럼 멤브레인의 다른 모드 세트 중 어느 것도 중앙 안티노드가 없으며, 모두 드럼의 중심이 움직이지 않는다. 이것들은 원자에서 모든 비 (非) 궤도에 대한 핵의 노드에 해당한다. 이 궤도는 모두 각운동량을 가지고 있으며, 행성 모델에서는 1.0보다 작은 편심도를 가진 궤도의 입자와 일치하므로 주 본체의 중심을 직선으로 지나치지 않고 약간 멀리 유지한다.
또한, 원자의 p, d 모드와 유사한 드럼 모드는 드럼 중심에서 다른 방사 방향을 따라 공간적 불규칙성을 나타내지만, s 모드는 반경 방향으로 완전히 대칭이다. 비선형 대칭성이 아닌 비선형 대칭성 특성은 각운동량이 있는 입자와 중심 인력에서 떨어져 있어야하는 궤도상의 파동 특성을 위치화하는 데 필요하다. 입자가 국부화되었기 때문에 중심 인력의 시점에서 각운동량을 가질 수 없다. 이 모드의 경우 드럼 헤드의 물결은 중심점을 피하는 경향이 있다. 이러한 특징은 원자 궤도의 형태가 전자의 파동의 직접적인 결과라는 것을 다시 강조한다.

p-type drum modes and wave functions
Drum mode {\displaystyle u_{11}}
Drum mode {\displaystyle u_{12}}
Drum mode {\displaystyle u_{13}}
Wave function of 2p orbital (real part, 2D-cut, {\displaystyle r_{max}=10a_{0}})
Wave function of 3p orbital (real part, 2D-cut, {\displaystyle r_{max}=20a_{0}})
Wave function of 4p orbital (real part, 2D-cut, {\displaystyle r_{max}=25a_{0}})

d-type drum modes
Mode {\displaystyle u_{21}} (3d orbital)
Mode {\displaystyle u_{22}} (4d orbital)
Mode {\displaystyle u_{23}} (5d orbital)

## 궤도 에너지
하나의 전자 (수소와 같은 원자)를 가진 원자에서, 궤도의 에너지 (따라서, 궤도상의 임의의 전자)는 배타적으로 {\displaystyle n}에 의해 결정된다. {\displaystyle n=1} 궤도는 원자에서 가장 낮은 에너지를 가지고 있다. {\displaystyle n}의 연속적으로 더 높은 값은 더 높은 에너지 레벨을 갖지만, 차이는 {\displaystyle n}이 증가함에 따라 감소한다. 높은 {\displaystyle n}의 경우 에너지 준위가 너무 높아져 전자가 원자에서 쉽게 벗어날 수 있다. 단일 전자 원자에서, 주어진 {\displaystyle n}내의 다른 {\displaystyle \ell }을 가진 모든 레벨은 (좋은 근사치로) 퇴화되고 동일한 에너지를 갖는다. 이 근사는 핵 자기장의 영향과 양자 전기 역학 효과에 의해 약간의 정도로 나뉜다. 후자는 특히 전자에 가까운 작은 전자의 결합 에너지 차이를 유도하는데, 이는 전자 하나의 원자에서도 매우 약간 다른 핵 전하를 느낄 수 있기 때문이다. 램 이동 참조.
다중 전자를 가진 원자에서, 전자의 에너지는 궤도의 본질적 특성뿐만 아니라 다른 전자와의 상호 작용에도 의존한다. 이러한 상호 작용은 공간 확률 분포의 세부 사항에 의존하기 때문에 궤도의 에너지 레벨은 {\displaystyle n}뿐만 아니라 {\displaystyle \ell }에도 의존한다. 더 높은 값의 {\displaystyle \ell }은 높은 에너지 값과 관련이 있다. 예를 들어, 2p 상태는 2s 상태보다 높다. {\displaystyle \ell =2} 일 때, 궤도의 에너지 증가는 다음 상위 껍질에서 궤도의 에너지를 s- 궤도의 에너지 이상으로 밀어 낼만큼 커지게된다. {\displaystyle \ell =3} 일 때 에너지가 두 단계 높게 셸로 푸시된다. 3d 오비탈의 채우기는 4s 오비탈이 채워질 때까지 발생하지 않는다.
큰 원자에서 증가하는 각운동량의 서브 셸에 대한 에너지 증가는 전자 - 전자 상호 작용 효과에 기인하며, 낮은 각운동량 전자가 핵을 향해 더 효과적으로 통과 할 수 있는 능력과 관련이있다. 중재 전자의 요금에서. 따라서 더 높은 원자 번호의 원자에서, 전자의 {\displaystyle \ell }은 점점 더 에너지의 결정 요인이되고,그들의 에너지 배치에서 전자의 주요 양자 수는 덜 중요해진다.
처음 35 개 서브 셸 (예 : 1s, 2p, 3d 등)의 에너지 시퀀스는 다음 표에 나와 있다. 각 셀은 각각 행과 열 인덱스에 의해 주어진 {\displaystyle n} 및 {\displaystyle \ell }이 있는 서브 셸을 나타낸다. 셀의 번호는 시퀀스의 서브 셸의 위치이다. 다중 전자 원자에서 증가하는 에너지 측면에서 서브 셸의 선형 목록을 보려면 아래 섹션을 참조

## 전자 배치 및 주기율표
몇 가지 규칙이 궤도(전자 구성)에서 전자 배치를 제어한다. 첫 번째 것은 원자의 두 전자가 양자 수의 동일한 집합을 가질 수 없다는 것을 나타낸다 (이것이 파울리 배제 원칙). 이 퀀텀 번호에는 궤도를 정의하는 3 개, s 또는 스핀 퀀텀 번호가 포함된다. 따라서 두 개의 전자가 서로 다른 값을 가지면 한 개의 궤도를 차지할 수 있다. 그러나 스핀 때문에 두 개의 전자 만 각 궤도와 연관 될 수 있다.
또한 전자는 언제나 가장 낮은 에너지 상태로 떨어지는 경향이 있다. Pauli 배제 원칙을 위반하지 않는 한 어떤 궤도를 차지할 수도 있지만, 보다 낮은 궤도가 가능하면 이 상태는 불안정하다. 전자는 궁극적으로 (광자를 방출함으로써) 에너지를 잃고 더 낮은 궤도에 떨어진다. 따라서, 전자는 위에 주어진 에너지 시퀀스에 의해 지정된 순서로 궤도를 채운다.
이 동작은 주기율표의 구조를 담당한다. 표는 여러 행 ( '주기')으로 나눌 수 있으며 맨 위에 1부터 번호가 매겨져 있다. 현재 알려진 원소는 7주기까지 채워졌다. 특정 주기에 숫자 i가 있으면, 그것은 가장 바깥 쪽의 전자가 i 번째 껍질에 속하는 원소로 구성된다. 닐스 보어 (Niels Bohr)는 전자 에너지 준위의 주기적인 충진으로 원소의 성질에 있는 주기성이 설명되어 원자의 전자 구조가 형성된다는 것을 처음으로 제안했다.
또한 주기율표는 여러 개의 숫자가있는 직사각형 '족'으로 나눌 수 있다. 주어진 족에 속하는 원소들은 공통적 인 특징을 가지고있다. 가장 높은 에너지의 전자는 모두 같은 L- 상태에 속한다 (그러나 그 L- 상태와 연관된 n은 주기에 의존한다). 예를 들어, 가장 왼쪽 두 열은 's-block'을 구성한다. Li와 Be의 최외각 전자는 각각 2s 서브 셸에 속하며, Na와 Mg의 전자는 3s 서브 셸에 속한다.
다음은주기 표의 "족"의 순서를 나타내는 "서브 셸"궤도를 채우는 순서이다.
1s, 2s, 2p, 3s, 3p, 4s, 3d, 4p, 5s, 4d, 5p, 6s, 4f, 5d, 6p, 7s, 5f, 6d,
s, p, d 및 f "블록"의 출현뿐만 아니라 궤도 작성의 "주기적인"특성은이 채움 순서가 새로운 형태의 주 양자 수의 증가와 함께 행렬 형태로 주어지면 더욱 분명하다. 그런 다음, 각 서브 셸 (처음 두 개의 양자 수로 구성됨)은 포함 할 수 있는 각 전자 쌍에 대해 필요한만큼 반복된다. 결과는 압축 된 주기율표이며 각 항목은 두 개의 연속적인 요소를 나타낸다.
| 1s 2s 2p 2p 2p 3s 3p 3p 3p 4s 3d 3d 3d 3d 3d 4p 4p 4p 5s 4d 4d 4d 4d 4d 5p 5p 5p 6s 4f 4f 4f 4f 4f 4f 4f 5d 5d 5d 5d 5d 6p 6p 6p 7s 5f 5f 5f 5f 5f 5f 5f 6d 6d 6d 6d 6d 7p 7p 7p |

## 궤도 간의 전이
바운드 양자 상태는 개별 에너지 레벨을 갖는다. 원자 궤도에 적용하면 상태 간의 에너지 차이가 분리된다는 것을 의미한다. 이러한 상태들 사이의 전이 (즉, 광자를 흡수 또는 방출하는 전자)는 광자가 상기 상태 사이의 정확한 에너지 차이에 대응하는 에너지를 갖는 경우에만 발생할 수 있다.
수소 원자의 두 가지 상태를 고려하시오.
상태 1) n = 1, L = 0, mL = 0 , s = +⁠1/2⁠
상태 2) n = 2, L = 0, mL = 0 , s = +⁠1/2⁠
양자 이론에 따르면 상태 1은 E1의 고정 에너지를 가지고 있으며 상태 2는 고정 에너지 E2. & nbsp; 1의 전자가 & nbsp; 2의 상태로 이동하면 어떻게 되는가? 이 일이 일어나기 위해서는 전자가 정확히 E2 − E1의 에너지를 얻을 필요가 있다. 전자가 이 값보다 작거나 큰 에너지를 수신하면 & nbsp; 1 상태에서 2 상태로 이동할 수 없다. 자, 우리가 넓은 스펙트럼의 빛으로 원자를 조사한다고 가정해 보자. 정확히 E2 − E1의 에너지를 가진 원자에 도달하는 광자는 전자에 흡수 될 것이다 & nbsp; 1 상태에서 전자가 & nbsp; 2로 이동한다. 그러나 에너지가 크거나 작은 광자는 전자가 흡수 할 수 없고 전자는 오비탈 중 하나에 점프 할 수 있기 때문에 오비탈 사이의 상태로는 이동할 수 없다. 결과는 특정 주파수의 광자 만이 원자에 흡수된다는 것이다. 이것은 흡수 선 (absorption line)으로 알려진 스펙트럼을 생성하며, 이는 상태 1과 2 사이의 에너지 차이에 해당한다.
따라서 원자 궤도 모델은 실험적으로 관찰되는 선 스펙트럼을 예측한다. 이것은 원자 궤도 모델의 주요 검증 중 하나이다.
그럼에도 불구하고 원자 궤도 모델은 많은 전자 상태를 인식하는 완전한 양자 이론의 근사치이다. 선 스펙트럼의 예측은 질적으로는 유용 하나 전자를 하나만 포함하는 원자 및 이온 이외에는 정량적으로 정확하지 않다.

## 오비탈의 언어적 의미
오비탈은 orbit(궤도)+ al(~스러운, 접미어)의 합성어로 ‘궤도스러운’이라는 의미를 가진다. 즉, 실제 궤도(orbit)는 아니지만 그와 매우 흡사한 형태와 특징을 지녔다는 것을 뜻한다. 오비탈의 특징 때문에 여러 가지 다른 명칭으로 부르기도 한다. 다른 명칭으로는 원자 궤도함수, 원자 파동함수, 전자구름 등이 있다.
오비탈은 양자역학적으로 규명된 원자의 모양이다. 양자역학에 의해 핵 주위를 도는 전자의 정확한 위치는 존재하지 않으며 알아낼 수 없고 오로지 확률만을 측정할 수 있을 뿐이라는 것이 밝혀졌다. 오비탈을 전자구름이라 칭하는 이유도 여기에서 나온다. 전자들은 정확한 궤도를 도는 것이 아니라 핵 주위에 확률로서 존재한다. 물리적 계산을 통해 도출된 '각 지점에서의 전자발견 확률'을 점으로 표시하면 점들에 의해 핵 주위에 구름이 퍼져있는 것처럼 보이게 된다. 즉, 전자를 확률적으로 나타낸 원자모양이 마치 구름을 형성한 것처럼 보이기 때문에 전자구름이라고 칭한다.

## 오비탈의 물리적 의미
오비탈(파동함수, 원자궤도함수)이란 무엇인가? 파동함수는 그 자체로 어떠한 의미를 가지는 것은 아니나 파동함수의 제곱값은 확률이라는 특정한 의미를 가진다. 즉, 파동함수의 제곱값은 특정한 점 근처에서 전자가 발견될 확률이다.
- [ψ(x,y,z)]²= N(확률)

또, 파동함수의 제곱을 이용하여 두 점에서 전자가 발견될 확률의 비 역시 구할 수 있다.
- {\displaystyle {\frac {[\Psi (x_{1},y_{1},z_{1})]^{2}}{[\Psi (x_{2},y_{2},z_{2})]^{2}}}={\frac {N_{1}}{N_{2}}}}

두 지점에서 파동함수의 제곱의 비 역시 전자가 어느 위치에 존재 할 것인지, 두 점 사이를 어떻게 이동하는지에 대한 정보는 알려주지 않고 오로지 확률만을 알려준다. 전자의 위치와 운동량은 알려주지 않는 이러한 애매한 상태는 하이젠베르크의 불확정성의 원리와 일치한다.
파동함수의 제곱을 확률분포라고 하며, 확률분포에서 색의 농도가 진할수록 전자가 발견될 확률이 높다는 것을 의미한다. 전자는 끊임없이 움직이는데 전자가 많이 지나간 지점일수록 전자가 발견될 확률이 높고 이 확률을 도표로 나타낸 것을 전자밀도지도라고하고, 전자밀도와 전자확률 역시 같은 의미이다. 그리고 원자궤도함수, 파동함수, 오비탈 역시 통상적으로 전자밀도지도와 같은 의미라고 보면 된다.
수소 원자의 파동함수(1s 오비탈)의 전자확률분포를 나타내는 방법에는 핵으로부터 임의의 지점까지 직선을 그어서 그 직선 위에서 전자가 발견될 확률을 계산하는 것이다. 직선위의 특정 점에서 전자가 발견될 확률은 핵 근처에서 최대가 되고, 핵으로부터 멀어질수록 그 확률은 작아진다. 그리고 수소 원자 전체가 얇은 구형의 껍질이 여러 겹으로 둘러싸인 것이라고 가정하고 각 구형의 껍질에서 전자가 발견될 확률을 핵으로부터 떨어진 거리에 대해 그려보면 수소원자의 파동함수의 방사방향확률분포를 알 수 있다.
서로 다른 두 힘(인력과 반발력)에 의해 방사확률분포에서는 최댓값이 존재한다. 핵에 가까워질수록 핵과 전자사이의 인력은 커지지만 반발력이 무한히 커지게 된다. 따라서 어느 거리까지는 핵에 가까워질수록 전자가 발견될 확률이 커지지만 특정 반지름 안쪽에서는 반발력에 의해 전자가 발견될 확률이 작아진다.
수소의 1s오비탈은 핵으로부터 5.29 x 10⁻²nm(0.529Å)의 거리에서 방사확률이 최대이다. 놀랍게도 방사확률이 최대인 거리는 보어모형에서 가장 안쪽에 있는 궤도의 반지름과 일치한다. 보어의 궤도모형은 전자가 특정 궤도를 돌고 있다고 가정하였고 그의 가정에 따르면 전자는 항상 이 궤도에서 발견되어야 한다. 그러나 양자역학적 모형(오비탈)에서는 전자의 정확한 위치를 알 수 없으므로 이 거리는 전자를 발견 할 수 있는 확률이 가장 높은 거리이다.
확률값은 0이 될 수 없으므로 오비탈의 크기를 정확하게 측정 할 수 없다. 그래서 과학자들은 90%의 전체 전자 발견 확률을 포함하는 구의 반지름을 수소의 1s오비탈의 크기로 사용하기로 정의하였고 이를 기준으로 상대적으로 다른 오비탈의 크기를 정의하였다.

## 오비탈의 에너지 준위

### 수소 원자
1s→2s=2p→3s=3p=3d→4s=4p=4d=4f→...

### 다전자 원자
1s→2s→2p→3s→3p→4s→3d→...

## 오비탈의 모양 ( 오비탈의 화학적 의미: 원자의 구조, 성질 )

### s오비탈
1s오비탈은 구 모양이다. 2s,3s 오비탈 역시 구형이지만 1s오비탈과는 다르게 전자가 발견될 확률이 0인 공간이 존재하며, 이를 기준으로 높은 확률의 공간으로 나뉘어 있다. 확률이 0인 공간을 마디표면, 혹은 마디라고 부른다. 마디의 수는 n값이 커질수록 많아진다. s오비탈의 마디의 수는 n-1이다.

### p오비탈
슈뢰딩거 방정식에 의해 도출된 양자수에 의하면 p오비탈에서 주양자수n=1에 해당하는 1p오비탈은 존재하지 않으며 2p오비탈부터 존재한다. p오비탈은 핵을 지나는 마디로 분리된 두 로브로 이루어진 아령 모양이다. 좌표축계에서 두 로브가 놓인 축에 따라 p오비탈의 이름을 붙인다. 로브가 위치한 삼차원 공간상의 영역에 따라 양과 음의 부호(위상)가 결정된다.
s오비탈의 경우와 같이 주양자수n값이 커질수록 원자모형의 크기가 커진다. 그리고 3p, 4p...오비탈에는 마디가 존재하여 2p오비탈보다 복잡한 확률분포를 가지고 있다.

### d오비탈
주양자수n=1, 2에 해당하는 1d, 2d오비탈은 존재하지 않는다. d오비탈은 주양자수n=3인 3d오비탈이 에너지 준위가 가장 낮은 오비탈이다. d오비탈은 5개의 모양이다. d오비탈 역시 s, p오비탈처럼 주양자수n값이 커질수록 전체 원자모형이 커지며 n>3인 오비탈은 마디로 인해서 복잡한 확률 분포 양상을 보인다.

### f오비탈
주양자수n=1, 2, 3에 해당하는 1f, 2f, 3f오비탈은 존재하지 않는다. f오비탈은 d오비탈보다도 더 복잡한 7개의 모양을 가지고 있다. f오비탈 역시 n값이 커질수록 전체 원자 모형이 커지고 마디로 인해 복잡한 확률 분포를 띠게 된다. (화학과나 고체물리 전공이 아닌 이상 접할 확률이 낮다.)

## 혼성오비탈 ( 오비탈의 화학적 의미: 분자의 구조, 성질 )
분자를 형성하기 위해서 원자들은 전자의 결합(공유)을 하게 된다. 루이스구조를 이용하여 원자가전자(결합에 참여하는 전자, 화학적 특징을 결정)의 배치를 예상 할 수 있으며, VSEPR(원자가껍질 전자쌍 반발)이론을 통해 분자모양을 형성하기 위해 오비탈들이 어떻게 전자를 공유하고 결합을 형성하는지 알 수 있다.
오비탈은 특정한 궤도가 아니다. 따라서 원자들은 분자를 형성하기 위해 결합에 참여하는 오비탈을 혼성화함으로써 생성되는 분자의 에너지 준위를 낮게 만든다. (각 원자는 분자의 에너지를 최소화하는 방향으로 오비탈을 변형(혼성화)시킨다.)
또, 혼성오비탈 이론에 의해 예측한 분자구조는 루이스 구조에 의해 예측된 전자배치와 일치하므로 분자구조를 설명함에 있어서 혼성오비탈은 매우 유용하다. 다만, 혼성 오비탈은 주어진 실험적 결과를 해석하기 위한 방법이다. 즉 혼성 오비탈에 의해 분자의 결합이 생성되는 것이 아니라, 분자의 실제 구조를 보고 혼성 오비탈로써 설명하는 것이다.

### sp³혼성오비탈
정사면체 구조를 하고 있는 물질들은 sp³혼성화되어있다. 대표적인 sp³혼성화 물질인 메테인의 중심 탄소원자를 생각해보자. 혼성화를 고려하지 않고 생각해보면, 중심 탄소원자의 2s오비탈과 3개의 2p오비탈이 수소의 1s오비탈과 결합하여 4개의 결합팔을 형성 할 것이라고 예상 할 것이다. 그러나 여기서 각각의 고립되어있는 오비탈들은 불안정한 결합을 형성할 수 있으므로 화학결합을 논하기에는 부적절하다. 또 오비탈이 고립되어 있다고 가정하고서는 메테인의 정사면체구조를 설명 할 수가 없다.(오비탈의 에너지 준위가 다르기 때문에 결합팔의 길이도 달라질 것이므로)
그래서 도입한 이론이 혼성화 이론이다. 혼성화이론에 의하면, 탄소의 2s, 2p오비탈들을 혼성(sp³혼성)하여 결합에 참여 하는 새로운 오비탈을 만들 게 되는 것이다. 2s, 2p오비탈은 서로 모양이 다르지만 새로 형성된 sp³오비탈의 모양은 모두 같으며 이는 수학적으로 계산이 가능하다. 어떤 중심원자에 의해서 정사면체 구조가 형성이 되면 그 중심원자는 항상 sp³혼성오비탈을 가지고 있다고 할 수 있다.

### sp²혼성오비탈
sp²혼성화되어있는 중심 탄소는 삼각형구조를 하고 있다. 대표적인 sp²혼성화물질인 에틸렌(C₂H₄)는 하나의 이중결합과 두 개의 단일결합을 가지고 있는 두 개의 중심탄소로 이루어져있다. 이중결합은 한 개의 유효전자쌍으로 작용하므로 에틸렌의 중심탄소는 결합각이 120°인 평면 삼각형구조이다. 탄소원자의 2s, 2p오비탈이 결합에 관여하지만 2s, 2p오비탈은 이러한 배치를 가지고 있지 않다. 또 메테인과 같은 sp³혼성오비탈은 결합각이 109.5°이므로 에틸렌의 분자구조를 설명하기 부적합하다. 분자내의 평면 삼각형 구조를 설명하기 위해 sp²혼성오비탈을 도입하였다. sp²혼성오비탈은 한 개의 s오비탈과 두 개의 p오비탈이 혼성화되어 새로운 세 개의 혼성오비탈을 만들어낸다. 에틸렌은 탄소의 sp²혼성오비탈과 수소의 1s오비탈이 공유결합을 하고 이러한 공유결합을 시그마결합이라고한다. 혼성화 과정에서 하나의 p오비탈은 혼성화 되지 않고 남아 있는데 이 p오비탈은 sp²혼성오비탈 평면에 수직방향으로 존재하며 이웃한 탄소의 p오비탈과 전자쌍을 공유함으로써 파이결합을 형성한다.
시그마결합은 오비탈의 로브가 직접 겹쳐서 전자를 공유하게 되므로 강한 결합을 이루며 시그마결합으로만 이루어져있는 결합을 단일결합이라고 한다. 반면, 파이결합은 평행한 두 p오비탈의 로브가 옆으로 겹쳐서 형성이 되므로 시그마결합에 비해 결합력이 상대적으로 약하다. 한 개의 시그마결합과 한 개의 파이결합으로 이루어진 결합을 이중결합이라고 한다.

### sp혼성오비탈
sp혼성화되어있는 분자는 결합각이 180°이며 선형구조이다. 직선구조를 설명하는데 에 있어서 sp³, sp²혼성오비탈은 적합하지 않다. 이를 설명하기 위해 새로운 sp혼성오비탈을 도입하였다. 두 개의 sp혼성오비탈은 한 개의 s오비탈과 한 개의 p오비탈이 혼성화를 이룸으로써 생긴다. sp혼성오비탈을 가지는 중심 원자는 두 개의 유효 시그마결합 전자쌍과 두 개의 파이결합 전자쌍을 가진다. 이산화탄소(CO₂) 분자에서 중심원자인 탄소가 sp혼성화되어있고 아세틸렌(C₂H₂) 은 두 개의 탄소원자가 sp혼성화되어있다.
이산화탄소(CO₂)에서 탄소와 산소의 결합은 탄소의 sp오비탈 한 개와 산소의 sp²오비탈 한 개가 시그마결합을 하고 각각의 p오비탈이 파이결합을 함으로써 형성된다. 분자 전체는 2개의 탄소=산소 이중결합으로 이루어져있다.
아세틸렌(C₂H₂) 역시 sp혼성화되어있으나 이산화탄소(CO₂)와는 다른 결합구조를 가지고 있다. 아세틸렌은 두 개의 탄소의 sp오비탈이 시그마결합을 하고 각각의 탄소가 가지고 있는 두 개의 p오비탈이 서로 파이결합을 함으로써 탄소간의 결합이 형성된다. 분자 전체는 한 개의 탄소≡탄소 삼중결합과 두 개의 탄소-수소 단일결합으로 이루어져있다.

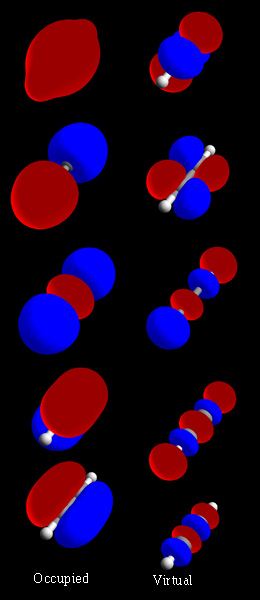
아세틸렌(H–C≡C–H)의 분자오비탈

### dsp³혼성오비탈
중심원자가 옥텟규칙을 만족하지 않는 분자도 존재한다. 이러한 분자 중에 분자의 모양이 삼각쌍뿔(사면체 두 개를 붙여 논 모양)인 분자는 중심원자가 dsp³혼성화되어있다. dsp³혼성오비탈은 한 개의 s오비탈, 세 개의 p오비탈, 한 개의 d오비탈이 혼성됨으로써 형성된다. 중심원자 주위의 다섯 개의 유효 전자쌍은 dsp³혼성화를 통해 삼각쌍뿔 형태의 배열을 가지게 된다.
dsp³혼성화 된 대표적인 분자로는 PCl₅가 있다. PCl₅분자는 중심원자인 인의 dsp³혼성오비탈과 염소의 sp³혼성오비탈이 전자쌍을 공유하면서 다섯 개의 시그마결합을 형성한다. 인과 결합한 염소의 나머지 sp³오비탈에는 고립전자쌍이 채워진다.
또 다른 분자로는 I₃⁻가 있다. 중심에 있는 아이오딘 원자는 다섯 개의 전자쌍을 가지고 있다. 중심 아이오딘 원자는 dsp³혼성화되어 다섯 개의 dsp³혼성오비탈을 가진다. 이 중 두 개는 sp³혼성화 된 다른 아이오딘 원자와 시그마결합을 하고 나머지 세 개의 dsp³오비탈은 고립전자쌍으로 채워진다. 따라서 I₃⁻분자는 겉보기에는 직선형구조 같지만 실제로는 중심원자가 dsp³혼성화되어있는 분자이다.

### d²sp³혼성오비탈
중심원자가 옥텟규칙을 만족하지 않는 분자 중에 중심원자가 여섯 개의 전자쌍을 가지는 것도 있다. 이 경우 중심원자에 의해서 분자는 팔면체 구조를 하게 된다. 이 분자의 중심원자는 d²sp³혼성화되어있다. d²sp³혼성오비탈은 한 개의 s오비탈, 세 개의 p오비탈, 두 개의 d오비탈이 혼성됨으로써 형성된다. 중심원자 주위의 여섯 개의 유효 전자쌍은 d²sp³혼성화를 통해 팔면체 형태의 배열을 가지게 된다.
d²sp³혼성화 된 대표적인 분자로는 SF₆가 있다. SF₆분자는 중심원자인 황의 d²sp³혼성오비탈과 플루오린의 sp³혼성오비탈이 전자쌍을 공유하면서 여섯 개의 시그마결합을 형성한다. 황과 결합한 플루오린의 나머지 sp³오비탈에는 고립전자쌍이 채워진다.
또 다른 분자로는 XeF₄가 있다. 중심원자인 제논 주위에는 여섯 개의 전자쌍이 있다. 이들은 전자쌍반발을 최소화하여 안정된 분자로 존재하기 위해 팔면체구조를 형성한다. 중심 원자 제논은 팔면체 구조를 형성하기 위하여 d²sp³혼성화되고 혼성화된 여섯 개의 d²sp³혼성오비탈 중에 네 개는 플루오린의 sp³혼성오비탈과 시그마결합을 형성하고 나머지 두 개의 d²sp³혼성오비탈은 고립전자쌍으로 채워진다. 따라서 XeF₄는 겉보기에는 평면사각형구조를 하고 있지만 실제로는 중심원자가 d²sp³혼성화되어 있는 분자이다.

## 참고 서적
- <Chemistry (Hardcover) 7th ed> Zumdahl, Steven S. | Houghton Mifflin College Div (2007)
- <Fundamentals of Physics 8/E: Extended(Paperback)> Halliday | Wiley (2007)
- <Organic Chemistry 2/E (Paperback)> Smith, Janice Gorzynski | McGraw Hill (2007)

## 같이 보기
- 응집물질물리학
- 전자 배열
- 에너지 준위
- 훈트 규칙
- 분자 궤도
- 양자화학
- 고체물리학
- 파동 함수 붕괴